# پارک دو شیک
پارک دو شیک (کره‌ای: 박두식؛ زادهٔ ۱ ژانویه ۱۹۸۸) بازیگر اهل کره جنوبی است. او به خاطر ایفای نقش در فیلم گانگسترها (۲۰۱۹) شناخته می‌شود. او همچنین در مجموعه تلویزیونی مشهور و محبوب تو کیستی: مدرسه ۲۰۱۵ در نقش کوان گی ته حضور پیدا کرده‌است.

## فیلم‌شناسی

### تلویزیون
| سال       | عنوان                                         | نقش                   | منابع  |
| --------- | --------------------------------------------- | --------------------- | ------ |
| ۲۰۱۳      | می‌توانم صدایت را بشنوم                        | کیم چونگ کی           | [ ۴ ]  |
| ۲۰۱۴      | زوج اورژانسی                                  | کیم گوانگ سو          | [ ۵ ]  |
| ۲۰۱۴      | واحد تحقیقاتی پدربزرگ                         | جون کانگ سوک          | [ ۶ ]  |
| ۲۰۱۴      | دختر دوست‌داشتنی من                            | چا گونگ چول           | [ ۷ ]  |
| ۲۰۱۵      | تو کیستی: مدرسه ۲۰۱۵                          | کوان گی ته            | [ ۸ ]  |
| ۲۰۱۵      | زمانیکه عاشق نبودیم                           | اون ده یون            | [ ۹ ]  |
| ۲۰۱۵      | قهرمانان (۲۰۱۵)                               | گو نام                | [ ۱۰ ] |
| ۲۰۱۶      | کارآگاه خون‌آشام                               | چوی چول وو            | [ ۱۱ ] |
| ۲۰۱۶–۲۰۱۷ | دکتر رمانتیک                                  | دوست‌پسر سو جونگ بیمار | [ ۱۲ ] |
| ۲۰۱۷      | جادوگر در دادگاه                              | کیم دونگ شیک          | [ ۱۳ ] |
| ۲۰۱۷      | بلک                                           | جه سو دونگ            | [ ۱۴ ] |
| ۲۰۱۸      | اسکچ                                          | جونگ ایل سو           | [ ۱۵ ] |
| ۲۰۱۸      | دراما استیج فصل ۲: All About My Rival in Love | جی سوک                | [ ۱۶ ] |
| ۲۰۱۸      | آخرین ملکه                                    | پسر لیدر تیم هونگ     | [ ۱۷ ] |
| ۲۰۱۹      | پگاسوس مارکت                                  | رئیس گانگستر          | [ ۱۸ ] |
| ۲۰۲۱      | مخفی                                          | دو یونگ گول           | [ ۱۹ ] |
| ۲۰۲۲      | لاو آل پلی                                    | کو هیوک بونگ          | [ ۲۰ ] |